# Piero Tiberi
Piero Tiberi (Roma, 16 gennaio 1947 – Roma, 25 ottobre 2013) è stato un attore, doppiatore, direttore del doppiaggio e dialoghista italiano.

## Biografia
Nel campo del cinema ha doppiato, fra gli altri attori, Charles Martin Smith nel film del 1973 diretto da George Lucas American Graffiti e nel suo seguito American Graffiti 2, Joe Pesci in Toro scatenato, Pelé in Fuga per la vittoria ed Edward James Olmos in Blade Runner. È conosciuto soprattutto per aver doppiato Dan Aykroyd in The Blues Brothers del 1980 e nel seguito Blues Brothers - Il mito continua del 1998.
Nel campo dell'animazione è invece noto per essere stato la voce italiana di Tetsuya Tsurugi nella serie Il Grande Mazinger, del direttore Skinner de I Simpson e del giocattolo Slinky il cane nella saga di Toy Story della Disney-Pixar. Ha inoltre dato la voce a Gatto Silvestro nel film Daffy Duck's Quackbusters - Agenzia acchiappafantasmi e Roscoe in Oliver & Company. È stato anche un apprezzato direttore del doppiaggio e dialoghista, specialmente per serie televisive.
Il figlio Alessandro Tiberi è a sua volta attore e doppiatore.
È morto a Roma il 25 ottobre 2013, all'età di 66 anni, dopo una lunga malattia. Riposa presso il Cimitero del Verano.

## Filmografia parziale

### Cinema
- Bravissimo, regia di Luigi Filippo D'Amico (1955)
- Annibale, regia di Carlo Ludovico Bragaglia (1959)
- La polizia ringrazia, regia di Steno (1972)
- Non ho tempo, regia di Ansano Giannarelli (1973)
- Il cinico, l'infame, il violento, regia di Umberto Lenzi (1977)
- Da Corleone a Brooklyn, regia di Umberto Lenzi (1979)

### Televisione
- Romanzo di un maestro, regia di Mario Landi (1959)
- I protagonisti - Quattro storie per un attore (1961)
- Il triangolo rosso, regia di Mario Maffei (1969)
- Forza Roma!, regia di Pino Passalacqua – film TV (1976)
- Sound, regia di Biagio Proietti – miniserie TV (1989)

## Doppiaggio

### Film
- Cheech Marin in C'era una volta in Messico, Detective a due ruote, Spy Kids, Spy Kids 2 - L'isola dei sogni perduti, Missione 3D - Game Over, Corsa a Witch Mountain
- Massimo Vanni in Squadra antitruffa, Squadra antimafia, Assassinio sul Tevere, Delitto a Porta Romana, Delitto al ristorante cinese, Delitto sull'autostrada, Delitto in Formula Uno, Delitto a Porta Romana
- Jimmy il Fenomeno in La banda del gobbo, L'infermiera di notte, L'infermiera nella corsia dei militari, L'insegnante va in collegio, La poliziotta della squadra del buon costume
- Lucio Montanaro in La dottoressa del distretto militare, L'insegnante viene a casa
- Dan Aykroyd in The Blues Brothers, Blues Brothers - Il mito continua, Teste di cono, Doctor Detroit, Charlot, Lo strizzacervelli
- Jeff Goldblum in Il grande freddo, Terapia di gruppo
- Harvey Keitel in Innamorarsi, Il mio amico zampalesta
- John Fujioka in Chi trova un amico trova un tesoro, L'ultimo viaggio dell'arca di Noè
- Charles Martin Smith in American Graffiti, American Graffiti 2
- Harris Yulin in Caccia al tesoro, Un'altra donna
- Martin Lawrence in House Party, Niente da perdere
- Ben Kingsley in Senza indizio
- Jim Varney in Lo stile del dragone
- Joe Pesci in Toro scatenato
- Pelé in Fuga per la vittoria
- Danny DeVito in Verso il sud
- James Caan in Omicidi di provincia
- Woody Allen in Che fai, rubi?
- Edward James Olmos in Blade Runner
- Peter Donat in The Game - Nessuna regola
- Richard Roundtree in Boat Trip
- David Keith in Fenomeni paranormali incontrollabili
- Christopher Walken in King of New York
- James Tolkan in Il fiume dell'ira
- Michael Wincott in The Doors
- Tony Burton in Rocky III
- Sami Frey in La vedova nera
- Robert Clary in Hindenburg
- Richard Pryor in Superman III
- Geoffrey Blake in Il giallo del bidone giallo
- John Kapelos in Affari sporchi
- Terry Alexander in Il giorno degli zombi
- Jeff Fahey in Silverado
- Malick Bowens in La mia Africa
- Gérard Jugnot in Herbie al rally di Montecarlo
- John Jarrett in Picnic ad Hanging Rock
- Frank Webb in Il computer con le scarpe da tennis
- Michael Tarn in Arancia meccanica
- Angel Salazar in Scarface
- Bill Duke in Predator
- Ned Beatty in Superman II
- E. Brian Dean in I falchi della notte
- Héctor Elizondo in Giustizia clandestina
- Glenn Plummer in L'ora della violenza
- Daniel Valdez in Sindrome cinese
- Ray Vitte in Grazie a Dio è venerdì
- Jon Finch in Vampiri amanti
- Bruce Scott in Impiccalo più in alto
- A Martinez in Il console onorario
- Christopher McDonald in Dove stanno i ragazzi
- Kim Chan in Re per una notte
- Saul Rubinek in L'ospedale più pazzo del mondo
- Mark Rolston in Aliens - Scontro finale
- André Maranne in Sulle orme della Pantera Rosa
- Norman Chancer in Atmosfera zero
- Bill Cross in Blue Chips - Basta vincere
- William Pugh in RoboCop 2
- Daniel Faraldo in Nico
- Kenji Sahara in Il trionfo di King Kong
- Tony Plana in I tre amigos!
- George Takei in Star Trek
- Griffin Dunne in Un lupo mannaro americano a Londra
- Martin Kove in Per vincere domani - The Karate Kid
- John Van Ness in Il migliore
- Dom DeLuise in Brisby e il segreto di NIMH
- Angry Anderson in Mad Max oltre la sfera del tuono
- Michael McKean in Le ragazze della Terra sono facili
- Frank Grimes in Quell'ultimo ponte
- Paul Reiser in Pubblifollia - A New York qualcuno impazzisce
- Harry Dean Stanton in L'ultima tentazione di Cristo
- Dudley Moore in Scherzi di cuore
- Clifton Powell in Braccato dal destino
- Tom McTerrick in I guerrieri della notte
- Paul Batten in Runaway
- James Russo in C'era una volta in America
- Ottaviano Dell'Acqua in Lo chiamavano Bulldozer
- Giancarlo Esposito in Fa' la cosa giusta
- Amedeo Leurini in Uno sceriffo extraterrestre... poco extra e molto terrestre
- Chad McQueen in Per vincere domani - The Karate Kid
- Terry O'Quinn in Schegge di paura
- Gene Anthony Ray in Saranno famosi
- Robert Harper in Insider - Dietro la verità
- Albert Moses in Octopussy - Operazione piovra
- Nat Grant in Taxi Driver
- Beau Kayser in Taxi Driver

### Film d'animazione
- Zalmie Belinksy in American Pop
- Roscoe in Oliver & Company
- Silvestro in Daffy Duck's Quackbusters - Agenzia acchiappafantasmi
- Slinky in Toy Story - Il mondo dei giocattoli, Toy Story 2 - Woody e Buzz alla riscossa, Toy Story 3 - La grande fuga
- Sadam in Alì Babà e Alì Babà e i pirati
- Rusty in Mucche alla riscossa
- Piccolo nei Film di Dragon Ball (doppiaggi Dynamic)
- Geremia in Brisby e il segreto di NIMH

### Film TV
- John Duttine in Gesù di Nazareth

### Serie televisive
- Peter Marshall in Orzowei, il figlio della savana
- Grant Goodeve in La famiglia Bradford
- Antonio Fargas in Starsky & Hutch
- Claudio Baez in Rosa selvaggia
- Tony Ramos in Samba d'amore
- Félix Loreto in Cuori nella tempesta

### Serie animate
- Beetlejuice in In che mondo stai Beetlejuice?
- Thaddeus Plotz in Animaniacs
- Sor Romeo in Cecco della botte - Nuove avventure (st. 1-2)
- Maestro di Clara in Heidi
- Tetsuya Tsurugi in Il Grande Mazinga
- Seymour Skinner (1ª voce) , il Capitano McAllister (1ª voce) e Boe Szyslak (ep.3.19) in I Simpson
- il Conte Yagor in Sopra i tetti di Venezia
- Andro Umeda in Tekkaman
- Alvaro in Fantazoo
- Slinky in Toy Story Toons
- Papà Gross in La famiglia Proud

### Videogiochi
- Slinky in Disney Infinity (2013)[1]